# Dargaud
Dargaud es una editorial francesa especializada en la publicación de historieta franco-belga. Fue fundada por Georges Dargaud en 1936 y está considerada una de las impulsoras de la historieta francesa a partir de la década de 1960, actuando como contrapunto de las editoriales belgas.

## Trayectoria

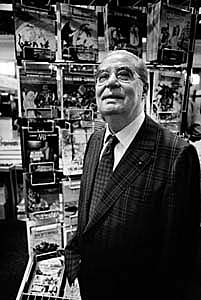
Georges Dargaud, fundador de la editorial

La empresa fue fundada en 1936 por el editor Georges Dargaud y su esposa Irene. En un primer momento estaba centrada en comunicación corporativa y en revistas familiares, aunque con el paso del tiempo terminaría especializándose en historieta franco-belga.
La editorial tardó doce años en asentar una revista de historietas, después de haber publicado Allô les jeunes! (1943) y Bob et Bobette (1946-1948) como primeros intentos. En 1948 llegó a un acuerdo con el editor belga Raymond Leblanc para lanzar una versión de Le Journal de Tintín para Francia y Suiza. El semanario se mantuvo en el mercado francés desde 1948 hasta 1975, e introdujo allí series belgas como Tintín y Milú, Alix, Blake y Mortimer, y Michel Vaillant.
En 1960, Dargaud se hizo con el control de la revista de historieta Pilote, creada dos años atrás por varios referentes de la historieta gala, y de la que salieron obras como Astérix, Iznogud, Aquiles Talón y Blueberry entre muchas otras. Gracias a las ventas del primer álbum de Astérix el Galo, convertida tiempo después en la serie de cómic francesa de mayor éxito mundial, la editorial se dedicó a vender álbumes con los personajes más emblemáticos de la revista. Desde 1967 hasta 1973 también editó la serie franco-belga Lucky Luke, anteriormente publicada en Spirou. Pilote se mantuvo en los quioscos hasta octubre de 1989.
Después de que Georges Dargaud se jubilase en 1988, el grupo fue traspasado al conglomerado Média-Participations, que terminaría haciéndose a su vez con las editoriales Le Lombard y Dupuis. Desde entonces la marca Dargaud se ha centrado en la explotación de licencias clásicas y en la publicación de nuevas obras vinculadas a la tradición francesa, entre ellas varias dibujadas por autores españoles (Blacksad, El Vagabundo de los Limbos y Djinn).

## Obras seleccionadas
- Aquiles Talón — Greg
- Astérix el Galo — Albert Uderzo y René Goscinny
- Barbarroja — Jean-Michel Charlier y Victor Hubinon
- Blacksad — Juan Díaz Canales y Juanjo Guarnido
- Blake y Mortimer — Edgar Pierre Jacobs
- Blueberry — Jean Giraud y Jean-Michel Charlier
- Djinn — Jean Dufaux y Ana Miralles
- El Vagabundo de los Limbos — Christian Godard y Julio Ribera
- Los ángeles de acero — Víctor Mora y Víctor de la Fuente
- Lucky Luke — Morris y René Goscinny
- Michel Tanguy y Laverdure — Jean-Michel Charlier y Albert Uderzo
- Philémon — Fred
- Valérian y Laureline — Pierre Christin y Jean-Claude Mézières
- XIII — Jean Van Hamme y William Vance